# Brouilla
Brouilla (på Catalansk: Brullà) er en by og kommune i departementet Pyrénées-Orientales i Sydfrankrig.

## Geografi
Brouilla ligger på Roussillon-sletten 15 km syd for Perpignan. Brouilla grænser op til kommunerne Bages, Ortaffa, Saint-Génis-des-Fontaines, Montesquieu-des-Albères, Banyuls-dels-Aspres og Saint-Jean-Lasseille.

## Demografi

### Udvikling i folketal
| 1962                                                              | 1968 | 1975 | 1982 | 1990 | 1999 | 2007 | 2010  | 2017  |
| ----------------------------------------------------------------- | ---- | ---- | ---- | ---- | ---- | ---- | ----- | ----- |
| 530                                                               | 537  | 564  | 616  | 565  | 630  | 990  | 1.061 | 1.437 |
| Tal fra og med 1962 er uden dobbelttælling (sans doubles comptes) |      |      |      |      |      |      |       |       |